# Jennifer Ulrich
Jennifer Ulrich (18 d'octubre de 1984 a Lichtenberg, Berlín) és una actriu alemanya coneguda per participar en les pel·lícules L'Ona i Som la nit.

## Biografia i carrera
Ulrich va néixer el 18 d'octubre de 1984 a la part oriental de Berlín, llavors República Democràtica de Alemanya.
El 2002 va debutar en la pel·lícula La meva vida comença avui en què interpretava a Yvonne. Més tard apareixeria en altres produccions com en Les partícules elementals de 2006 i Sieben Tage Sonntag de 2007. Un any després interpretaria a Karo a La Ona i Som la nit com Charlotte, ambdues produccions van ser dirigides per Dennis Gansel.

## Filmografia

### Cinema
| Any  | Pel·lícula                                            | Personatge                  | Observacions     |
| ---- | ----------------------------------------------------- | --------------------------- | ---------------- |
| 2002 | La meva vida comença avui (Große Mädchen weinen nich) | Yvonne                      |                  |
| 2003 | Befreite Zone Katja                                   | Acreditada com Jenny Ulrich |                  |
| 2003 | Berlin - Eine Stadt sucht den Mörder                  | Mia                         | Telefilme        |
| 2004 | Untreu Maria Belolavek                                | Acreditada com Jenny Ulrich |                  |
| 2004 | Klassenfahrt - Geknutscht wird immer                  | Mira                        | Telefilme        |
| 2005 | Franziska Spiegel - Eine Erinnerung                   | Stephanie                   | Curt             |
| 2005 | Les partícules elementals                             | Johanna                     |                  |
| 2006 | Vidiots                                               | Lea                         | Curt             |
| 2006 | Die Wolke                                             | Meike                       |                  |
| 2006 | Alerta cocodril                                       | Sara                        | Telefilme        |
| 2007 | Lauf der Dinge                                        | Clara                       |                  |
| 2007 | Sieben Tage Sonntag                                   | Ella                        |                  |
| 2008 | L'onada                                               | Karo                        |                  |
| 2008 | Ein Teil von mir                                      | Jeanette                    |                  |
| 2008 | H3 - Halloween Horror Hostel                          | Janin                       | Telefilme        |
| 2009 | Albert Schweitzer - Ein Leben für Afrika              | Susi Sandler                |                  |
| 2009 | Der gestiefelte Kater                                 | Princesa Frieda             | Telefilme        |
| 2010 | Som la nit                                            | Charlotte                   |                  |
| 2010 | Die Kinder von Blankenese reuma                       | Weizman                     | Documental       |
| 2011 | 205 - Zimmer der Angst                                | Katrin Nadolny              |                  |
| 2012 | Diaz: No netegeu aquesta sang                         | Alma Koch                   |                  |
| 2012 | Meet Em in Montenegro                                 | Friederike                  | En postproducció |
| 2013 | Sota el sol del desert                                | Lucie Telefilme             |                  |
| 2013 | Herztöne Lissie                                       | Lensen                      | Telefilme        |
| 2014 | Alerta Cobra                                          | Nicole Fiedler              | Sèrie de TV      |

### TV
| Any  | Sèrie                     | Personatge                 | Observacions |
| ---- | ------------------------- | -------------------------- | ------------ |
| 2003 | SK-Kölsch                 | Marina                     | 1 episodi    |
| 2004 | Typisch Sophie            | Hellen                     | 1 episodi    |
| 2005 | Inga Lingström            | Maybritt Sandsten          | 1 episodi    |
| 2005 | Wilde Engel               | Rica Mell                  | 1 episodi    |
| 2006 | Un cas per a dos          | Sabine Münster             | 1 episodi    |
| 2006 | Soko Wismar               | Wencke Roth                | 1 episodi    |
| 2006 | Abschnitt 40              | Melissa                    | 1 episodi    |
| 2007 | Soko Leipzig regnin       | Herzens                    | 1 episodi    |
| 2007 | GSG 9 - Die Elite Einheit | Viola Bongarts             | 1 episodi    |
| 2007 | Einsatz in Hamburg        | Anna May                   | 1 episodi    |
| 2007 | In aller Freundschaft     | Floriane Licht             | 1 episodi    |
| 2008 | Colònia, brigada criminal | Dorea Klöwer               | 1 episodi    |
| 2008 | Die Gerichtsmedizinerin   | Brita Djorn Katja Hagen    | 1 episodi    |
| 2009 | Tatort Arzu               | Korkmaz                    | 1 episodi    |
| 2009 | Kommissar Stolberg        | Alissa Eberstein           | 1 episodi    |
| 2009 | Alerta Cobra              | Nicolle                    | 1 episodi    |
| 2010 | Soko Leipzig              | Lisa Bauer Sophie Schaller | 3 episodis   |
| 2012 | Polizeinruf 110           | Heike Rahn Steffi König    | 2 episodis   |